# بيت القادر (الخبت)

تعديل مصدري - تعديل

بيت القادر هي إحدى قرى عزلة عبس بمديرية الخبت التابعة لمحافظة المحويت، بلغ تعداد سكانها 24 نسمة حسب تعداد اليمن لعام 2004.